# Ibn al-Saffar
Abu al‐Qasim Ahmad ibn Abd Allah ibn Umar al‐Ghafiqī ibn al-Saffar al‐Andalusi (nascido em Córdova (Espanha), morreu no ano de 1035 d.C. em Denia), Ibn al-Saffar (literalmente: filho do caldeireiro). Foi um colega e astrônomo íntimo da escola fundada por Al-Majriti em Córdova (Espanha). Seu trabalho mais conhecido foi um tratado sobre o Astrolábio, o trabalho foi então publicado até ao século XV e influenciou o trabalho de Kepler, também escreveu um comentário sobre Zij al-Sindhind e mediu as coordenadas para Meca.
David A. King, historiador da instrumentação islâmica, descreve o astrolábio universal projetado por Ibn al-Sarraj no início do século XIV como "o instrumento astronômico mais sofisticado dos períodos medievais e renascentistas como um todo".
Mais tarde influenciou os trabalhos de Abu al-Salt.